# Francisco da Costa Gomes
Francisco da Costa Gomes ComTE • OA • ComA • GOA (Chaves, Portugal, 30 de juny de 1914 - Lisboa, 31 de juliol de 2001)) va ser un militar i polític portuguès; setzè president de la República Portuguesa (segon després de la Revolució dels Clavells).

## Biografia
Fill d'un militar, el 1931 va ingressar a l'exèrcit i el 1936 va estudiar a l'Escola Pràctica de Cavalleria. El 1944 fou ascendit a capità alhora que es llicenciava en matemàtiques a la universitat de Porto. El 1949 va participar en una expedició militar a Macau per tal d'evitar una possible invasió comunista, on hi va exercir com a subcap militar de la regió. Va redactar un informe on assegurava que era una "fantasia" pretendre assegurar militarment la possessió del territori. El 1951 va ingressar a l'Estat Major de l'Exèrcit i el 1952 fou ascendit a major. De 1954 a 1955 fou enviat als Estats Units amb el general Humberto Delgado, amb qui va col·laborar a les eleccions presidencials de 1958. Aquell mateix any fou ascendit a tinent coronel i nomenat subsecretari d'Estat amb Júlio Botelho Moniz.
Va estar embolicat en la intentona de revolta militar d'abril de 1961, liderada pel general Júlio Botelho Moniz, llavors ministre de Defensa, que pretenia convèncer el president Américo Tomás d'apartar del poder António de Oliveira Salazar. Fou destinat aleshores a la comandància de Beja i a l'Institut d'Alts Estudis Militars, fins que el 1965 fou nomenat comandant de la regió militar de Moçambic, càrrec que va exercir fins 1969.
El 1969 fou desinat com a de comandant de la regió militar d'Angola, on va impulsar la idea d'enteniment militar amb la UNITA contra el MPLA i el FNLA.
El 12 de setembre de 1972 és cridat per exercir el càrrec de 7è Cap de l'Estat Major de les Forces Armades, en substitució del general Venâncio Deslandes. No obstant això, seria exonerat al març de 1974, poc abans del 25 d'abril, per negar-se a prestar lleialtat al govern de Marcelo Caetano en una cerimònia pública.
Després del 25 d'abril, va ser un dels set militars que van compondre la Junta de Salvació Nacional. Entre el 25 d'abril i el 30 de setembre de 1974, va ser la segona figura de l'Estat portuguès, per sota de António de Spínola, exercint les funcions de Cap de l'Estat Major General de les Forces Armades.
Va assumir la presidència de la República per nomenament de la Junta de Salvació Nacional, a causa de la renúncia de Spínola el 30 de setembre de 1974. Va ocupar el càrrec de president de la República fins al 27 de juny de 1976, quan les primeres eleccions presidencials lliures celebrades a Portugal donen la victòria al general António Ramalho Eanes. El seu mandat serà marcat com un període de radicalització del procés revolucionari, degut a la influència del PCP i dels partits d'extrema esquerra. Malgrat que molts l'acusaren d'ambigüitat, també van reconèixer el seu mèrit d'evitar una guerra civil.
Des de 1977 va desenvolupar una intensa activitat nacional i internacional, formant part de la presidència del Consell Mundial de la Pau i del Consell Portuguès per la Pau i Cooperació. El 1982 fou ascendit a mariscal i el 1986 el secretari general de les Nacions Unides li donà el guardó de Missatger de la Pau. Va morir a l'Hospital Militar de Lisboa el 31 de juliol de 2001.

## Condecoracions[5][6]
- Oficial de l'Orde Militar d'Avís de Portugal (16 de setembre de 1950)
- Comanador da Orde Militar d'Avís de Portugal (28 de Dezembro de 1953)
- Gran Oficial da Orde Militar d'Avís de Portugal (20 de Agosto de 1971)
- Comanador da Orde Militar de la Torre i l'Espasa de Portugal (2 de Novembro de 1972)
- Gran Oficial de l'Orde de la Creu del Sud del Brasil (21 de novembre de 1972)
- 1a Classe de l'Orde de l'Estrella de Romania (15 d'abril de 1976)
- Gran Cordó de l'Orde del Mèrit de Polònia (7 de maig de 1976)
- Gran Creu de la Legió Honor de França (20 de maig de 1976)
- Gran Creu de l'Orde Nacional del Lleó del Senegal (6 de juliol de 1976)